# Свобода ассоциаций
Свобо́да ассоциа́ций или свобо́да сою́зов — одно из прав человека первого поколения, регулирующее свободу вступать или не вступать в организации, а также их покидать, и право организаций исключать своих членов. Тесно связано со свободой собраний. Наиболее разработанный раздел свободы ассоциаций — право на объединение в профсоюзы.
Свобода ассоциаций закреплена в статье 20 Всеобщей декларации прав человека, в статье 22 МПГПП и статье 11 ЕКПЧ.

## Прецедентные решения
- en:ASLEF v the United Kingdom
- en:List of ECHR cases concerning existence of political parties
- Постановление Конституционного суда РФ № 1-П от 1 февраля 2005 года
- Постановление Конституционного суда РФ № 18-П от 15 декабря 2004 г.